# Pequeño hermano
Pequeño hermano (título original Little Brother) es una novela escrita por Cory Doctorow, publicada por Tor Books el 29 de abril de 2008. Cuenta la historia de un grupo de adolescentes de San Francisco, quienes tras los ataques terroristas producidos en el San Francisco-Oakland Bay Bridge y el BART son detenidos clandestinamente por el Departamento de Seguridad Nacional de los Estados Unidos.
Además de la versión impresa, existe una versión digital en varios formatos bajo una licencia Creative Commons, que puede ser descargada desde el sitio web del autor.
El libro comenzó en la posición n.º 9 de la sección de libros para chicos de la New York Times Bestseller List en mayo de 2008. Para el 2 de julio había permanecido un total de seis semanas en la lista, llegando a la octava posición.

## Resumen de la trama
El protagonista de 17 años, Marcus Yallow, también conocido como w1n5t0n (usando el alfabeto leet), y tres de sus amigos se escapan de la escuela para jugar al juego de realidad alternativa Harajuku Fun Madness cuando se produce el atentado a un puente de San Francisco. Los cuatro chicos son arrestados por agentes del Departamento de Seguridad Nacional (DHS) de los Estados Unidos por su comportamiento sospechoso. Eventualmente Marcus escapa, y se da cuenta de que San Francisco se había convertido en un estado policial. Desde ese momento él, seguido por miles de otros chicos que se le unen, comienza una lucha contra el DHS valiéndose del uso de la tecnología.

## Dedicatoria
Cada capítulo de la versión digital del libro está dedicada a una librería distinta: Bakka-Phoenix, Amazon.com, Borderlands Books, Barnes & Noble, Secret Headquarters, Powell's City of Books, Books of Wonder, Borders, Compass Books/Books Inc., Anderson's Bookshops, la librería universitaria de la Universidad de Washington, Forbidden Planet, Books-A-Million, Mysterious Galaxy, Chapters/Indigo Books, Booksmith, Waterstone's, Sophia Books, MIT Press Bookshop, The Tattered Cover, Pages Books, y Hudson Booksellers.